# エーミール・ルートヴィヒ
エーミール・ルートヴィヒ（Emil Ludwig, 1881年1月25日 - 1948年9月17日）は、ドイツ出身の作家。伝記小説で知られる。
本名エーミール・ルートヴィヒ・コーン（Emil Ludwig Cohn）として、ブレスラウに生まれたユダヤ人。法律学を専攻した後、作家となる。最初は戯曲や短篇小説を執筆する傍ら、ジャーナリストとして活動。1906年、スイスに移住。しかし第一次世界大戦中は『ベルリーナー・ターゲブラット』紙の特派員としてウィーンとイスタンブールで暮らす。1932年にはスイスに帰化したが、1940年、米国に移住。第二次世界大戦末期にジャーナリストとしてドイツへ赴任し、1943年から1944年頃にヴァイマルから行方不明になったゲーテとシラーの棺を取り返した。戦後にスイスへ帰国し、アスコナ近郊のモーシャ (Moscia) にて1948年に死去。
1920年代には歴史的事実と虚構や心理分析をないまぜにした伝記小説で国際的名声を博した。1920年にゲーテの伝記を上梓した後、ビスマルクの伝記（1922年 - 1924年）やイエス・キリストの伝記（1928年）など同様の伝記小説を複数発表した。ルートヴィヒの伝記小説はドイツ国外でも人気があり、広く翻訳されていたため、米国亡命中も収入のある裕福な移民の一人だった。特にゲッベルスはルートヴィヒを危険人物と見なし、日記の中で言及している。1931年12月13日、モスクワでスターリンにインタビューを行う。この時のインタビュー記事の抜粋は、スターリンがスターリンについて書いた本の中に引用された。一方、ルートヴィヒ自身もスターリンの伝記の中でこのインタビューの模様を活写している。
1926年から1940年にかけて、ルートヴィヒによる以下の著書のフランス語版が刊行された。

## 伝記小説
- ゲーテ（全3巻）
- クレオパトラ（高津久美子訳　筑摩書房）
- シュリーマン（秋山英夫訳　白水社）
- ナポレオン（角川文庫、完訳：講談社学術文庫全2巻）
- ビスマルク
- トロワ・ティタン
- リンカーン
- Le Fils de l'Homme
- Le Nil（全2巻）

## 政治関係の著作
- ヴィルヘルム2世
- 1914年7月
- ヴェルサイユ
- ヒンデンブルク
- ルーズヴェルト
- 野蛮人たちと音楽家たち
- La Conquete morale de l'Allemagne
- Entretiens avec Mussolini
- La Nouvelle Sainte-Alliance

ゲーテ、ナポレオン、ビスマルク、ヴィルヘルム2世の英語版著書はニューヨークとロンドンの G. P. Putnam's Sons 社から入手できる。
英語圏では、ルートヴィヒは1926年に出版されたナポレオンの伝記作者として有名である。この本は、ルートヴィヒがまだドイツに住んでいた頃、ドイツ語版の原書が出版された直後に上梓された。この本は今日なお読むに耐える内容であり、ルートヴィヒはざっくばらんで素朴な文体により、過去の時代を生き生きと蘇らせる類稀な才能を有していた。特にこのナポレオン伝は、あたかもルートヴィヒがほとんど同時代について書いているかのような迫真性がある。